# Last Dance (1996)
Last Dance ist ein US-amerikanisches Filmdrama von Bruce Beresford aus dem Jahr 1996. Die Hauptrolle spielt Sharon Stone.

## Handlung
Cindy Liggett beging als Teenager einen Mord, für den sie zum Tode verurteilt wurde. Das ist zwölf Jahre her. Der Pflichtverteidiger Rick Hayes übernimmt ihren Fall und versucht, die Hinrichtung abzuwenden.
Der Gouverneur des Staates gilt als Hardliner. Der Afroamerikaner John Henry Reese, der auch zum Tode verurteilt worden ist, und im Briefwechsel mit zahlreichen Persönlichkeiten des öffentlichen Lebens steht, bemüht sich ebenfalls um eine Begnadigung. Liggett, die sich keine Illusionen hinsichtlich einer Begnadigung macht, wird am Ende hingerichtet.

## Kritiken
James Berardinelli verglich den Film auf 'ReelViews' mit dem Film Dead Man Walking, den er für tiefgründiger hielt. Er schrieb, die Filmautoren wären zu wenig risikobereit und war der Meinung, dass eher der Charakter von Rick Hayes als jener von Cindy Liggett im Vordergrund der Filmhandlung stehen würde.
Roger Ebert lobte in der Chicago Sun-Times vom 3. Mai 1996 die Darstellung von Sharon Stone, kritisierte aber das Drehbuch, das nicht so gut sei, wie das Drehbuch des Films Dead Man Walking.

## Auszeichnung
Sharon Stone wurde für ihre Darstellung in diesem Film 1997 für die Goldene Himbeere nominiert.
Die Deutsche Film- und Medienbewertung FBW in Wiesbaden verlieh dem Film das Prädikat besonders wertvoll.